# Ka (kana)

Ka w hiraganie

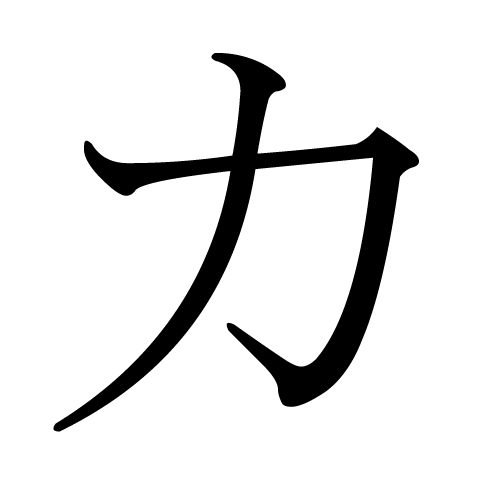
Ka w katakanie

Ga w hiraganie

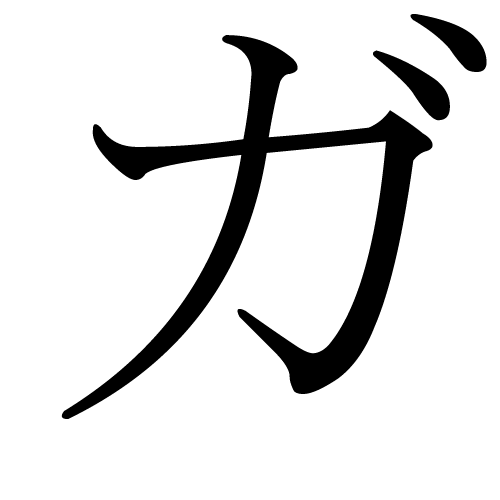
Ga w katakanie

Ka – szósty znak japońskich sylabariuszy hiragana (か) i katakana (カ). Reprezentuje on sylabę ka. Pochodzi bezpośrednio od znaku kanji 加. Po dodaniu dakuten w obydwu wersjach znaku (が i ガ) reprezentuje on sylabę ga.
か i が występują zwykle jako części gramatyczne zdania. 
- か umieszczone na końcu zdania:

1. oznacza pytanie;
2. wyraża zaproszenie lub prośbę;
3. zadaje pytanie o życzenie rozmówcy;
4. wyraża wątpliwość;

- が służy jako partykuła wyznacznik podmiotu gramatycznego. W japońskim istnieje także partykuła podmiotu logicznego wymawiana -wa, ale zapisywana -ha は:

1. wskazuje podmiot czynności, sytuacji, stanu;
2. wskazuje przedmiot pragnień, coś co się lubi, czego się nie lubi;
3. wskazuje to, co człowiek potrafi zrobić, może (lub czego nie może) zrobić, robi dobrze lub źle[1].

Partykuła が (-ga) w znaczeniu ale, lecz, służy m.in. jako oznaczenie, że: 
1. z czynności wcześniejszej nie wynika spodziewany rezultat;
2. oznacza, że druga część zdania pozostaje  w opozycji do pierwszej;
3. wskazuje, że pierwsza część zdania stanowi rodzaj wstępu (wprowadzenia) do drugiej części;
4. wskazuje jednoczesność dwu akcji lub współistnienie dwu sytuacji[1].

Choć znak sylabariusza カ jest niemalże graficznie identyczny ze znakiem kanji 力, chikara (siła, moc, umiejętność), nie jest z nim tożsamy, nawet pod względem wymowy.